# Colleen O'Connor
Colleen O'Connor, née le 17 décembre 1951 à Chicago, est une patineuse artistique américaine. Elle est notamment médaillée de bronze aux Jeux olympiques d'hiver de 1976 en danse sur glace avec son partenaire James Millns.

## Biographie

### Carrière sportive
Après avoir pratiqué le patinage à roulettes au niveau national, Colleen O'Connor commence le patinage artistique individuel puis la danse sur glace avec James Millns. O'Connor et Millns sont champions américains en 1974, 1975 et 1976, doubles médaillés aux Championnats du monde (argent en 1975 et bronze en 1976) et médaillés de bronze aux Jeux olympiques d'hiver de 1976. O'Connor devient ensuite professionnelle et présente des spectacles.

## Palmarès
Avec son partenaire James Millns
| Compétitions principales    | 1972    | 1973    | 1974    | 1975    | 1976    |  |  |  |  |  |  |  |  |  |
| Jeux olympiques d'hiver     |         |         |         |         | 3e      |  |  |  |  |  |  |  |  |  |
| Championnats du monde       |         |         | 7e      | 2e      | 3e      |  |  |  |  |  |  |  |  |  |
| Championnats des États-Unis | 7e      | 4e      | 1re     | 1re     | 1re     |  |  |  |  |  |  |  |  |  |
|                             |         |         |         |         |         |  |  |  |  |  |  |  |  |  |
| Autre Compétition           | 1971/72 | 1972/73 | 1973/74 | 1974/75 | 1975/76 |  |  |  |  |  |  |  |  |  |
| Skate Canada                |         |         |         | 2e      |         |  |  |  |  |  |  |  |  |  |
|                             |         |         |         |         |         |  |  |  |  |  |  |  |  |  |